# Десанка Шућур
Десанка Шућур (Сарајево, 1934 — Источно Сарајево, 22. јануар 2022) била је српска новинарка и аутор књиге Да се не заборави. За свој рад примила је висока признања.

## Биографија
Десанка Шућур је рођена у Сарајеву. Дипломирала је на Економском факултету У Сарајеву. Радни стаж од 30. године провела у Новинско-издавачкој кући „Ослобођење”. Десет година била је директор Недјељне и ревијалне штампе Ослобођење. За свој рад примила је висока признања: Медаљу за заслуге Предсједништва Југославије; За значајан допринос развоју новинске и издавачке дјелатности у Радној организацији награду: „30. август”, (1988. године) за 45 година куће „Ослобођење”; Спомен плакету града Сарајева за допринос укупном развоју града Сарајева.
Почетком рата скупила у радну обавезу у новинској агенцију „Срна” - била је замјеник директора за издавачку дјелатност. У оквиру „СРНЕ” припремала је издавање и штампање Едиције „Збивања и свједочења”. Од маја 1996. године до октобра 1998. године била је директор за издавачку дјелатност у Заводу за издавање уџбеника Републике Српске. Од 1998. године била је директор дописништва „СРНА” из Источног Сарајева. Данас је у пензији, али на културном и научном пољу веома активна. Нарочито успјешну сарадњу остварује са Матичном библиотеком Источно Сарајево.
Преминула је 22. јануара 2020. године.